# 魔法陣
魔法陣（まほうじん）とは、和製ファンタジー作品等での架空の魔術で用いられる紋様や文字で構成された図あるいは、それによって区切られる空間のこと。術者の魔力を増幅させたり封じたり、魔力の調節弁の働きをする。また種類によっては悪魔を呼び出すなど異界との扉としても作用するが、その場を清める時や邪気を払うときなどにも使われる。

## 伝統的魔法円と、創作物としての魔法陣との違い
伝統的な魔法円は、魔術師が召喚した悪魔や死霊から身を守るための結界であり、魔法円そのものに悪魔を呼び出す力があるのではない。
日本で「魔法陣」という名称や、円陣から悪魔が出現するという演出が一般化したのは、水木しげるの『悪魔くん』によると考えられる。
水木しげるは同作品を描く際にカート・セリグマン『魔法　―その歴史と正体―』（平田寛・訳、平凡社、初版1991年）を参考にしているが、伝統的な悪魔召喚法をそのまま用いずに、様々な改変を行っている。
例えば『魔法』では呪文を唱えると悪魔は簡単に呼び出す事が出来るとあるが、『悪魔くん』では正確な魔法陣を書かなければ、呪文を唱えても悪魔は出現しないとしている。
また本来の魔法円は悪魔から身を守る装置であるため、術者は円の内部で悪魔を呼び出すのだが、これを水木しげるは魔法陣から悪魔が出現するので、術者は円の外から悪魔を召喚すると改変している。
そもそも『魔法』では魔法陣という名称は書かれておらず、この表記は「魔方陣」を参考にして作られた水木による創作と考えられる。
『悪魔くん』による魔法陣という名称とその演出は、その後に展開される同作品のテレビドラマや児童書等で広まり、水木しげるは他の作品でも同様の演出を用いた。
この影響によってか、その後の漫画やアニメ、ゲーム、小説等の和製ファンタジー作品では、魔法陣は異界と現世をつなぐ装置として機能し、悪魔等が円内部から出現するという演出が一般化している。